# Klotho (enzym)
För andra betydelser, se Klotho (olika betydelser).
Klotho är ett protein i kroppen som är en aktiv part i regleringen av omsättningen av fosfat, kalcium och vitamin D. Proteinet fungerar troligen som ett enzym, men såsom ett tämligen nyupptäckt protein är det ännu otillfredsställande utforskat.
Klotho upptäcktes 1997 som en gen som motverkade åldrande, en gen som hittats hos såväl möss som människor. Genen utgörs av fem exoner. Det protein som genen kodar för, klotho, består av 1014 aminosyror, och består av ett transmembranprotein som är besläktat med emulsin, och som visat sig påverka förekomst av kronisk njursvikt, degeneration, och minskad bentäthet. När genen för klotho överuttrycks förlängs livet, men när det underuttrycks uppkommer för tidigt åldrande.
Knock-out-möss (med mycket lågt klotho) har mineralrubbningarna hyperfosfatemi och hyperkalcemi, samt förhöjda värden vitamin D. De drabbas av tillväxtrubbningar, hypogonadotropisk hypogonadism, atrofi av huden (förtunnad hud), tillbakabildad bräss, minskat antal lymfocyter (lymfocytopeni), osteopeni med såväl färre osteoblaster som osteoklaster, åldrade lungor, neurodegeneration, hörselnedsättning, samt åderförkalkning.
I njurarna reglerar klotho homeostasen på kalcium, samt deltar som receptor för fibroblasttillväxtfaktor 23. Det finns också uttryckt i bisköldkörtlarna, där fibroblasttillväxtfaktor 23 dämpar produktionen av bisköldkörtelhormon. Uttrycket av klotho i plexus choroideus i hjärnan är högt. I lägre grad finns det i bland annat övriga hormonkörtlar, samt i bröstkörtlar.